# 넷플릭스 오리지널 영화 목록
넷플릭스 오리지널 영화의 목록이다.

## 다큐멘터리 영화
| 제목                                           | 공개일           | 비고 |
| ---------------------------------------------- | ---------------- | ---- |
| Art of Conflict                                | 2012년 10월 12일 |      |
| 토니 베넷의 참선                               | 2012년 11월 12일 |      |
| 더 쇼트 게임                                   | 2013년 12월 12일 |      |
| The Square                                     | 2014년 1월 17일  |      |
| 미트 롬니, 그의 대선 출마 이야기               | 2014년 1월 24일  |      |
| 더 배터드 배스터즈 오브 베이스볼               | 2014년 7월 11일  |      |
| 미션 블루                                      | 2014년 8월 15일  |      |
| 3D 프린팅: 전설을 만들다                       | 2014년 9월 26일  |      |
| E-팀                                           | 2014년 10월 24일 |      |
| 비룽가                                         | 2014년 11월 7일  |      |
| 마이 오운 맨                                   | 2015년 3월 6일   |      |
| 디 아더 원: 밥 위어의 길고 이상한 여행         | 2015년 5월 22일  |      |
| 핫 걸 원티드                                   | 2015년 5월 29일  |      |
| 니나 시몬: 영혼의 노래                         | 2015년 6월 26일  |      |
| 티그                                           | 2015년 7월 17일  |      |
| 키스 리차드: 언더 인플루언스                   | 2015년 9월 18일  |      |
| 윈터 온 파이어: 우크라이나의 자유 투쟁         | 2015년 10월 9일  |      |
| 마이 뷰티풀 브로큰 브레인                      | 2016년 3월 18일  |      |
| 팀 폭스캐처                                    | 2016년 4월 29일  |      |
| 토니 로빈스 - 멘토는 내 안에 있다              | 2016년 7월 15일  |      |
| 잠은 죽어서나: 스티브 아오키                   | 2016년 8월 19일  |      |
| 익스트리미스                                   | 2016년 9월 13일  |      |
| 화이트 헬멧: 시리아 민방위대                   | 2016년 9월 16일  |      |
| 오드리와 데이지                                | 2016년 9월 23일  |      |
| 아만다 녹스                                    | 2016년 9월 30일  |      |
| 미국 수정헌법 제13조                           | 2016년 10월 7일  |      |
| 천국으로 가는 계단: 차이 구어 치앙의 예술 세계 | 2016년 10월 14일 |      |
| 인페르노 속으로: 마그마의 세계                 | 2016년 10월 28일 |      |
| 아이보리 게임: 상아 전쟁                       | 2016년 11월 4일  |      |

## 극영화
| 제목                         | 공개일           | 비고 |
| ---------------------------- | ---------------- | ---- |
| 비스트 오브 노 네이션        | 2015년 10월 16일 |      |
| 와호장룡: 운명의 검          | 2016년 2월 26일  |      |
| 보살핌의 정석                | 2016년 6월 24일  |      |
| 환생                         | 2016년 7월 15일  |      |
| 탈룰라                       | 2016년 7월 29일  |      |
| 엑스오 엑스오                | 2016년 8월 26일  |      |
| ARQ                          | 2016년 9월 16일  |      |
| 자도빌 포위작전              | 2016년 10월 7일  |      |
| 저주받은 집의 한 송이 꽃     | 2016년 10월 28일 |      |
| 7년                          | 2016년 10월 28일 |      |
| 자비                         | 2016년 11월 22일 |      |
| 고스트 워                    | 2016년 12월 9일  |      |
| 배리                         | 2016년 12월 16일 |      |
| 조폐국 침입 프로젝트         | 2017년 1월 6일   |      |
| 클리니컬                     | 2017년 1월 13일  |      |
| 아이보이                     | 2017년 1월 27일  |      |
| 임페리얼 드림                | 2017년 2월 3일   |      |
| 루스에게 생긴 일             | 2017년 2월 24일  |      |
| 죽는 날까지                  | 2017년 3월 10일  |      |
| 디드라와 레이니, 열차를 털다 | 2017년 3월 17일  |      |
| 미국에서 가장 미움받는 여인  | 2017년 3월 24일  |      |
| 디스커버리                   | 2017년 3월 31일  |      |
| 샌드 캐슬                    | 2017년 4월 21일  |      |
| 대니와 엘리                  | 2017년 4월 21일  |      |

## 스탠드업 코미디
| 제목                                                              | 공개일           | 비고 |
| ----------------------------------------------------------------- | ---------------- | ---- |
| Bill Burr: You People Are All the Same                            | 2012년 8월 16일  |      |
| Craig Ferguson: I'm Here to Help                                  | 2013년 3월 15일  |      |
| John Hodgman: RAGNAROK                                            | 2016년 4월 29일  |      |
| Mike Birbiglia: My Girlfriend's Boyfriend                         | 2013년 8월 23일  |      |
| 러셀 피터스: 노토리어스                                           | 2013년 10월 14일 |      |
| 아지즈 안사리: 생매장                                             | 2013년 11월 1일  |      |
| Jim Jefferies: BARE                                               | 2014년 8월 29일  |      |
| Chelsea Handler: Uganda Be Kidding Me                             | 2014년 10월 10일 |      |
| Doug Benson: Doug Dynasty                                         | 2014년 11월 6일  |      |
| Chelsea Peretti: One of the Greats                                | 2014년 11월 14일 |      |
| Bill Burr: I'm Sorry You Feel That Way                            | 2014년 12월 5일  |      |
| Nick Offerman: American Ham                                       | 2014년 12월 12일 |      |
| 일라이자 슬라이싱어: 프리징 핫                                    | 2015년 1월 23일  |      |
| 랄피 메이: 언룰리                                                 | 2015년 2월 27일  |      |
| 아지즈 안사리: 매디슨 스퀘어 가든 라이브                          | 2015년 3월 6일   |      |
| 크리스 델리아: 구제불능                                           | 2015년 4월 17일  |      |
| 제크 커크맨: 난 솔로로 죽을거야                                   | 2015년 7월 10일  |      |
| 크리스 터커 라이브                                                | 2015년 2월 27일  |      |
| 디미트리 마틴: 라이브(그때는)                                     | 2015년 8월 14일  |      |
| 안젤라 존슨: 낫 팬시                                              | 2015년 10월 2일  |      |
| 안소니 제셀닉: 생각과 기도                                        | 2015년 10월 16일 |      |
| 존 멀레이니: 더 컴백 키드                                         | 2015년 11월 13일 |      |
| 아이 엠 브렌트 모린                                               | 2015년 12월 1일  |      |
| 마이크 엡스: 열받지 마세요                                        | 2015년 12월 18일 |      |
| 톰 세구라: 대부분 그냥 이야기                                     | 2016년 1월 8일   |      |
| Ricardo O'Farrill: Abrazo Genial                                  | 2016년 1월 22일  |      |
| 한니발 뷰레스: 코미디 야습                                        | 2016년 2월 5일   |      |
| 테오 본: 악의는 없어요                                            | 2016년 2월 26일  |      |
| 지미 카: 퍼니 비즈니스                                            | 2016년 3월 18일  |      |
| Frankie Boyle: Hurt Like You've Never Been Loved                  | 2016년 4월 1일   |      |
| 패튼 오스왈트: 웃음 사냥꾼                                        | 2016년 2월 5일   |      |
| 앨리 웡: 베이비 코브라                                            | 2016년 5월 6일   |      |
| 보 번햄: 해피 바이러스                                            | 2016년 5월 6일   |      |
| Sofia Niño de Rivera: Exposed                                     | 2016년 6월 24일  |      |
| 짐 제프리스: 프리+덤                                              | 2016년 7월 1일   |      |
| 데이비드 크로스: 미합중국 위대함 되찾기 프로젝트                  | 2016년 8월 5일   |      |
| 제프 폭스워디와 래리 더 케이블 가이: 새로운 아이디어가 떠올랐어요 | 2016년 8월 26일  |      |
| Jandino: Whatever It Takes                                        | 2016년 9월 9일   |      |
| 세드릭 디 엔터테이너: 내슈빌 라이브                               | 2016년 9월 16일  |      |
| 일라이자: 확인 사살                                               | 2016년 9월 23일  |      |
| 러셀 피터스: 거의 유명해지다                                      | 2016년 10월 7일  |      |
| Salvador Martinha - Tip of the Tongue                             | 2016년 10월 10일 |      |
| 조 로건: 뚜껑 열리다                                              | 2016년 10월 21일 |      |
| 데이나 카비: 이성애자+백인+남+60세                                | 2016년 11월 4일  |      |
| Dieter Nuhr: Nuhr in Berlin                                       | 2016년 11월 15일 |      |
| 콜린 퀸: 뉴욕 스토리                                              | 2016년 11월 15일 |      |
| 마이클 체도 소중하다                                              | 2016년 11월 25일 |      |
| 레지 와츠: 스페이셜                                               | 2016년 11월 15일 |      |
| 가브리엘 이글레시아스: 푹신한 개그맨의 기아 체험                  | 2016년 12월 20일 |      |
| 젠 커크맨: 인생을 즐겨라                                          | 2017년 1월 3일   |      |
| 짐 개피건: 5 다섯 五 싱코                                         | 2017년 1월 10일  |      |
| 닐 브레넌: 마이크 셋, 고백 하나                                   | 2017년 1월 17일  |      |
| 크리스티나 알론소: 유리천장 깨는 여자                             | 2017년 1월 24일  |      |
| 가드 엘마레: 고삐 풀린 코미디                                     | 2017년 1월 24일  |      |
| 빌 버: 아님 말고                                                  | 2017년 1월 31일  |      |
| Daniel Sosa: Sosafado                                             | 2017년 2월 3일   |      |
| Beppe Grillo: Grillo vs. Grillo                                   | 2017년 2월 10일  |      |
| 캐서린 라이언: 논란 제조기                                        | 2017년 2월 14일  |      |
| 트레버 노아: 다크 공포증                                          | 2017년 2월 21일  |      |
| 마이크 버비글리아: 개그의 기술                                    | 2017년 2월 28일  |      |
| 에이미 슈머: 가죽 의상 스페셜                                     | 2017년 3월 7일   |      |
| 짐 노턴 스탠드업: 대놓고 19금                                     | 2017년 3월 14일  |      |
| 데이브 샤펠: 로스앤젤레스 편                                      | 2017년 3월 21일  |      |
| 데이브 샤펠: 오스틴 편                                            | 2017년 3월 21일  |      |
| Felipe Neto: My Life Makes No Sense                               | 2017년 3월 24일  |      |
| 루이 C.K. 2017                                                    | 2017년 4월 4일   |      |
| 루커스 브라더스: 약물 토크                                        | 2017년 4월 18일  |      |
| 비르 다스: 이해하고 삽시다                                        | 2017년 4월 25일  |      |
| 마리아 뱀퍼드: 올드 베이비                                        | 2017년 5월 2일   |      |

## 코미디
| 제목                                        | 공개일           | 비고 |
| ------------------------------------------- | ---------------- | ---- |
| 리디큘러스 6                                | 2015년 12월 11일 |      |
| 피위의 빅 홀리데이                          | 2016년 3월 18일  |      |
| 특파원                                      | 2016년 4월 29일  |      |
| 두 오버                                     | 2016년 5월 27일  |      |
| 브라만 나만                                 | 2016년 7월 7일   |      |
| 마스코트                                    | 2016년 10월 13일 |      |
| 가짜 암살자의 진짜 회고록                   | 2016년 11월 11일 |      |
| 안 핸섬한 형사 핸섬: 넷플릭스 미스터리 무비 | 2017년 5월 5일   |      |

## 같이 보기
- 넷플릭스의 오리지널 프로그램 목록